# Haitian Boy Kodak
Haitian Boy Kodak – EP amerykańskiego rapera z Florydy Kodaka Blacka. Jest to pierwszy projekt Kodaka od czasu wydania albumu Bill Israel, który ukazał się, gdy Black odbywał karę pozbawienia wolności. EP została wydana 14 maja 2021 roku przez Atlantic Records. 

## Tło
Haitian Boy Kodak została zapowiedziana 11 maja 2021 r., Kiedy to Kodak Black opublikował post na swoim Instagramie na którym ogłosił, że projekt zostanie wydany 14 maja 2021 r. Następnie, dzień później, opublikował oficjalną listę utworów z EP.

## Lista utworów
Informacje i lista utworów zaadaptowane z Genius.
| No.                | Tytuł              | Producent                                   | Długość |
| ------------------ | ------------------ | ------------------------------------------- | ------- |
| 1.                 | "Round The Roses"  | Murda Beatz RVNES Al Hug                    | 2:53    |
| 2.                 | "Z Look Jamaican"  | Dyryk FnZ Keanu Beats Snapz AMENT           | 2:36    |
| 3.                 | "Basement on Fire" | RBP Rayan Dyryk Goose the Guru ARNOLDISDEAD | 2:11    |
| 4.                 | "Dejanbem"         | Don Corleon                                 | 3:33    |
| 5.                 | "Dirty K"          | Nick Seeley DzyOnDaBeat KasimGotJuice       | 2:49    |
| 6.                 | "Maffioso"         | D.A. Got That Dope                          | 2:51    |
| 7.                 | "Oracle"           | Kodak Black                                 | 2:11    |
| 8.                 | "Don’t Leave Me"   | Brianxwhite Jason Silber E-Flat             | 2:36    |
| Całkowita długość: | Całkowita długość: | Całkowita długość:                          | 21:44   |